# Whale Cay
Whale Cay är en ö i Bahamas.   Den ligger i distriktet Berry Islands District, i den nordvästra delen av landet, 60 km nordväst om huvudstaden Nassau. Arean är 4,2 kvadratkilometer.
Terrängen på Whale Cay är mycket platt. Öns högsta punkt är 23 meter över havet. Den sträcker sig 5,6 kilometer i nord-sydlig riktning, och 4,5 kilometer i öst-västlig riktning.